# Matthew Shija
Matthew Shija (ur. 17 kwietnia 1924 w Puge, zm. 9 grudnia 2015) – tanzański duchowny katolicki, biskup diecezjalny Kahamy 1983-2001.

## Życiorys
Święcenia kapłańskie otrzymał 17 stycznia 1954.
11 listopada 1983 papież Jan Paweł II mianował go biskupem diecezjalnym Kahamy. 26 lutego 1984 z rąk kardynała Laureana Rugambwa przyjął sakrę biskupią. 24 kwietnia 2001 ze względu na wiek na ręce papieża Jana Pawła II złożył rezygnację z zajmowanej funkcji.
Zmarł 9 grudnia 2015.